# أندريا سونسين
أندريا سونسين (بالإيطالية: Andrea Soncin) (5 سبتمبر 1978 بفيدجيفانو في إيطاليا - ) هو لاعب كرة قدم إيطالي في مركز الهجوم. لعب مع أتالانتا وفيورنتينا ونادي أسكولي ونادي أفيلينو ونادي بادوفا ونادي بيروجيا ونادي بيستويسي ونادي تورينو ونادي فينيزيا وVigevano Calcio ‏ وايه إس دي سامبينديتيس كالتشيو ‏ وASD Solbiatese Calcio 1911 ‏ واتحاد بافيا لكرة القدم ونادي غروسيتو وUC AlbinoLeffe ‏ ولانشانو كالتشيو 1920 ‏.

## روابط خارجية
- أندريا سونسين على موقع قاعدة بيانات كرة القدم.إي يو (الإنجليزية)
- أندريا سونسين على موقع Soccerway.com (الإنجليزية)
- أندريا سونسين على موقع عالم كرة القدم.نت (الإنجليزية)